# Tali-Ihantala – Slaget om Finland
Tali-Ihantala – Slaget om Finland (finska: Tali-Ihantala 1944) är en finländsk krigsfilm i regi av Åke Lindman från 2007. Filmen är baserad på händelserna under slaget vid Tali-Ihantala i fortsättningskrigets slutskede. Åke Lindman ville uppnå en så verklighetstrogen skildring som möjligt för att publiken skulle uppleva de finländska soldaternas uppoffringar.[källa behövs]
Filmen hade biopremiär i Finland den 7 december 2007 och i Sverige 18 januari 2008.

## Handling
Filmen är en dramatisering baserad på verkliga händelser och utgår ifrån fortsättningskriget, där Sovjetunionens stora offensiv på Karelska näset stoppades. Totalt deltog 150 000 ryska och 50 000 finska soldater i vad som är det största militära slaget i Norden.

## Rollista
- Mikko Bredenberg – kapten Carl-Birger Kvikant
- Tomi Etelävuori – löjtnant Harry Berner
- Marc Gassot – sergeant Reino Lehväslaiho
- Marcus Groth – generalmajor Ruben Lagus
- Johan Hallström – fänrik Thorbjörnsson
- Viggo Idman – löjtnant Stig Hästö
- Janne Kallioniemi – löjtnant Mauri Sartio
- Kari Ketonen – major Eero Leppänen
- Riku Korhonen – översergeant Urpo Lempiäinen
- Pete Lattu – radiotelegrafist Kärkkäinen
- Tommi Liski – löjtnant Osmo Mustakallio
- Jesper Malm – löjtnant Orvar Nilsson
- Taisto Oksanen – major Heikki Mikkola
- Pirkka-Pekka Petelius – general Airo
- Tuomas Rinta-Panttila – sergeant Veikko Tiippana
- Tarmo Ruubel – major Jouko Hynninen
- Christian Sandström – Börje Brotell
- Aleksi Sariola – fänrik Erkki Teppo
- Asko Sarkola – Mannerheim
- Robin Svartström – kapten Lars Lazén
- Jan-Christian Söderholm – fänrik Lars Forss
- Onni Thulesius – Olof Lagus
- Timo Torikka – överste Albert Puroma
- Mario Vorwerk – pilot

## Produktion
Filmen erhöll 350 000 euro i produktionsstöd från Finlands filmstiftelse. Filminspelningarna påbörjades sommaren 2006.